# Flanagan (Familienname)
Flanagan ist ein englischer Familienname.

## Namensträger

### A
- Amelia Flanagan (* 2008), britische Schauspielerin
- Anthony Flanagan (* 1972), britischer Schauspieler

### B
- Barry Flanagan (1941–2009), britischer Bildhauer
- Benjamin Flanagan (* 1995), kanadischer Langstreckenläufer
- Bernard Joseph Flanagan (1908–1998), römisch-katholischer Bischof
- Bob Flanagan (1952–1996), US-amerikanischer Schriftsteller und Künstler
- Bud Flanagan (1896–1968), englischer Music-Hall- und Vaudeville-Entertainer

### C
- Charlie Flanagan (* 1956), irischer Politiker
- Crista Flanagan (* 1976), eine US-amerikanische Schauspielerin

### D
- David Webster Flanagan (1832–1924), US-amerikanischer Politiker
- De Witt C. Flanagan (1870–1946), US-amerikanischer Politiker

### E
- Ed Flanagan (1950–2017), US-amerikanischer Politiker
- Edward Flanagan (1886–1948), US-amerikanischer katholischer Geistlicher
- Edward M. Flanagan Jr. (1921–2019), US-amerikanischer Generalleutnant
- Eilish Flanagan (* 1997), irische Leichtathletin

### F
- Fionnula Flanagan (* 1941), irische Schauspielerin

### G
- Guy Flanagan (* 1980), britischer Schauspieler

### H
- Hallie Flanagan (1889–1969), US-amerikanische Theaterproduzentin, -regisseurin und Bühnenautorin
- Harley Flanagan (* 1967), US-amerikanischer Hardcore-Musiker

### I
- Ian Flanagan (* 1982), walisischer Tennisspieler

### J
- James Flanagan (Ruderer) (auch James Flanigan; 1884–1937), US-amerikanischer Ruderer
- James L. Flanagan (1925–2015), US-amerikanischer Elektroingenieur und Hochschullehrer
- James W. Flanagan (1805–1887), US-amerikanischer Politiker
- Jeanne Flanagan (* 1957), US-amerikanische Ruderin
- John Flanagan (Leichtathlet) (1873–1938), US-amerikanischer Hammerwerfer
- John Flanagan (Autor) (* 1944), australischer Jugendbuchautor
- John Flanagan (Triathlet) (* 1975), US-amerikanischer Triathlet
- John C. Flanagan (John Clemans Flanagan; 1906–1996), US-amerikanischer Psychologe
- Jon Flanagan (* 1993), englischer Fußballspieler

### K
- Kali Flanagan (* 1995), US-amerikanische Eishockeyspielerin
- Kitty Flanagan (* 1968), australische Komikerin, Schauspielerin und Drehbuchautorin

### L
- Laurence Flanagan (1933–2001), irischer Archäologe
- Lisa Flanagan, australische Schauspielerin
- Luke Flanagan (* 1972), irischer Politiker

### M
- Maile Flanagan (* 1965), US-amerikanische Schauspielerin und Produzentin
- Markus Flanagan (* 1964), US-amerikanischer Schauspieler
- Mary Flanagan, US-amerikanische Medienwissenschaftlerin
- Matt Flanagan (1897–1970), irischer Boxer
- Maurice Flanagan († 2015), britischer Luftfahrtmanager
- Michael Flanagan (Cricketspieler) (1842–1890), englischer Cricketspieler
- Michael Flanagan (Tennisspieler) (* 1972), US-amerikanischer Tennisspieler
- Michael Flanagan (Schauspieler, I), Schauspieler
- Michael Flanagan (Schauspieler, II), Schauspieler und Produzent
- Michael Patrick Flanagan (* 1962), US-amerikanischer Politiker
- Mike Flanagan (Soldat) (1926–2014), irischer Soldat
- Mike Flanagan (Baseballspieler) (Michael Kendall Flanagan; 1951–2011), US-amerikanischer Baseballspieler und Sportkommentator
- Mike Flanagan (Fußballspieler) (* 1952), englischer Fußballspieler und -trainer
- Mike Flanagan (Eishockeyspieler) (* 1968), kanadisch-britischer Eishockeyspieler und -trainer
- Mike Flanagan (Footballspieler) (Michael Christopher Flanagan; * 1973), US-amerikanischer American-Football-Spieler
- Mike Flanagan (Regisseur) (* 1978), US-amerikanischer Regisseur

### O
- Oliver J. Flanagan (1920–1987), irischer Politiker der Fine Gael
- Owen Flanagan (* 1949), US-amerikanischer Philosoph

### P
- Patrick Flanagan, US-amerikanischer Tauzieher
- Peggy Flanagan (* 1979), US-amerikanische Politikerin
- Peter Devaney Flanagan (* 1959), US-amerikanischer Filmeditor
- Peter Flanagan (Rugbyspieler, 1886) (1886–1952), irisch-australischer Rugby-Union-Spieler
- Peter Flanagan (Rugbyspieler, 1941) (1941–2007), englischer Rugby-League-Spieler

### R
- Ralph Flanagan (Musiker) (1914–1995), US-amerikanischer Komponist, Arrangeur, Pianist und Bandleader
- Ralph Flanagan (Schwimmer) (1918–1988), US-amerikanischer Schwimmsportler
- Raymond Flanagan (1903–1990), römisch-katholischer Geistlicher und Trappistenabt
- Richard Flanagan (* 1961), tasmanischer Schriftsteller
- Roisin Flanagan (* 1997), irische Hindernisläuferin

### S
- Seán Flanagan (1922–1993), irischer Politiker
- Shalane Flanagan (* 1981), US-amerikanische Langstreckenläuferin

### T
- Terence Flanagan (* 1975), irischer Politiker
- Terry Flanagan (* 1989), britischer Boxer
- Thomas Flanagan (* 1944), US-amerikanischer Politikwissenschaftler
- Thomas Joseph Flanagan (1930–2019), irisch-amerikanischer Geistlicher, Weihbischof in San Antonio
- Thomas P. Flanagan († 1980), irischer Politiker
- Tommy Flanagan (Musiker) (1930–2001), amerikanischer Jazz-Pianist
- Tommy Flanagan (Schauspieler) (* 1965), schottischer Schauspieler

### W
- Walter Flanagan (* 1967), US-amerikanischer Schauspieler